# Mac OS clàssic
El Mac OS (Macintosh Operating System) és un sistema operatiu creat per Apple Computer ('ordinador poma' en anglès) per a ordinadors Apple Macintosh. Destaca per la seva estabilitat, potència gràfica i facilitat d'ús.
El Mac OS va ser el primer sistema operatiu comercial que incloïa interfície gràfica d'usuari. Aquesta primera versió va sortir amb el Macintosh 128k l'any 1984. L'equip del Macintosh estava format principalment per Bill Atkinson, Jef Raskin i Andy Hertzfeld.
Tot i que actualment s'acostuma a anomenar el sistema operatiu amb el nom genèric de Mac OS no es va començar a utilitzar aquest nom fins a la versió 7.6 cap als anys 90 (antigament s'anomenava Sistema x.x).

## Versions
Inicialment el sistema operatiu dels Apple Macintosh estava format de dues aplicacions: el "sistema" i el Finder, cadascuna de les quals amb el seu propi número de versió. El Sistema 7.5.1 va ser el primer a incloure l'actual logo de Mac OS.
Fins a l'arribada dels Macs basats en processadors PowerPC G3, una part significativa del sistema estava emmagatzemada a la Memòria ROM de la placa mare. El propòsit inicial d'això era el d'evitar d'utilitzar el poc espai que oferien els disquets d'aquella època per suportar el sistema operatiu. Tot i així, només hi ha un model de Mac que pot arrencar exclusivament a partir de la ROM: el Macintosh Classic de 1991. Aquesta arquitectura també va ajudar que exclusivament els ordinadors fabricats per Apple (o amb el seu permís) poguessin funcionar amb Mac OS.
Podem distingir dues grans famílies de sistemes operatius en el Mac OS:
- El Mac OS clàssic: la família que inclou totes les versions del sistema operatiu des de la primera versió que es venia amb el primer Macintosh l'any 1984 fins al Mac OS 9 que va sortir l'any 2001.

- El Mac OS X (pel nombre romà 10): la família que no és descendent directe del Mac OS clàssic, sinó del sistema operatiu NextStep, un sistema operatiu basat en BSD Unix, tot i que conserva la majoria de funcionalitats del Mac OS 9.

Curiosament es tracta d'un UNIX complet, aprovat per The Open Group, empresa propietària de UNIX. La X del Mac Os, a part d'indicar la versió (que és 10), té relació amb el fet que tots els sistemes operatius basats en UNIX acaben amb X, (Linux, Minix, Ultrix, IRIX, etc.). A més, cadascuna d'aquestes versions té el sobrenom d'un felí diferent. Abans del seu llançament, la versió 10.0 tenia com a nom de projecte intern Apple Cheetah (guepard), de la mateixa manera que la versió 10.1 va rebre el sobrenom de Puma. La versió 10.2, Jaguar; i d'aquesta versió en endavant s'han seguit fent públics aquests sobrenoms: Panther (pantera), el de la versió 10.3; Tiger (Tigre), el de la 10.4; Leopard (lleopard), el de la 10.5; Snow Leopard ('pantera de les neus'), el de la 10.6; Lion (lleó), el de la 10.7; i Mountain Lion ("lleó de la muntanya", altre nom del puma), el de la 10.8. Apple té també registrats els noms de Lynx (linx) i Cougar (puma) pel seu futur ús.

## Gràfic de la línia del temps
|                                                     |
| Una línia de temps gràfica dels models de Macintosh |

## Mac OS en català
Apple havia traduït algunes versions del Mac OS al català, als anys 1990, abans del Mac OS 9.